# Heidenstein (Hattingen)
Der Heidenstein ist ein Granit-Findling im Bachbett des Heiligen Spring in Niederbonsfeld, Hattingen, mit einer Größe von 1,5 mal 1,4 mal 1,0 Metern und einem Gewicht von etwa 4 bis 5 Tonnen. Er wurde vermutlich während der maximalen Vereisung während der Saale-Kaltzeit als Geschiebe hier abgelagert.
Heinrich Kämpchen erzählte über ihn 1909 im Gedicht „Der Heidenstein“.
„Unberührt vom Tageshall
Und der Sonne Lichtgefunkel,
Altersgrau und schlummermüd’,
Ruht er dort im Dämmerdunkel.“
Nach einem Bericht in der Hattinger Zeitung vom 18. August 1938 sollen, der Sage nach, heidnische Waldgeister am Stein ihre nächtlichen Tänze abgehalten haben.
Unter dem Namen „Isenstein“ beschrieb ihn der Heimatforscher Studienrat Joseph Esser 1930:
 „Nur die hohen Transportkosten sollen es vor einiger Zeit verhindert haben, daß er zu einem Kriegerdenkmal für eine in der Nähe liegende Ortschaft verschleppt und verarbeitet wurde.“